# 阿曼达·帕尔默
阿曼达·麦克金南·帕尔默（1976年4月30日—）是一名美国演员，因在德累斯顿玩偶作为主场、钢琴手和作词、作曲而受到关注。她有着非常成功的演唱事业，同时也是伊芙琳·伊芙琳组合成员之一，现在阿曼达·帕尔默和超级海盗乐团中担任主唱和作曲者。

## 演艺生涯
帕默尔出生于纽约市的西奈山医院，在马赛诸塞州的莱克星顿长大。她就读于莱克星顿高中，并加入了戏剧部，后就读于卫斯理安大学，并加入了潮人兄弟会。她早年的演艺风格深受the Legendary Pink Dots的影响，并且曾加入过the Legendary Pink Dots的邮件列表——Cloud Zero。之后她创办了Shadowbox Collective，致力于街头剧表演并举办了几场戏剧表演（例如2002年她导演“Blanc旅店”）。

处于对表演，对音乐和戏剧的兴趣，帕默尔在苏格兰爱丁堡，剑桥的哈佛广场、澳大利亚（在那她遇到了贾森·韦伯利）和其他地方表演被称为活雕像的街头艺术她在同名专辑的一首歌“绝配”（The Perfect Fit）中，这样描述她的工作： 
"I can paint my face

And stand very, very still

It's not very practical

But it still pays the bills"
在《A是巧合》（A is for Accident）的专辑中的“水晶鞋（Glass Slipper）”中写道：
"I give out flowers
To curious strangers
who throw dollars at my feet."

### 德累斯顿玩偶

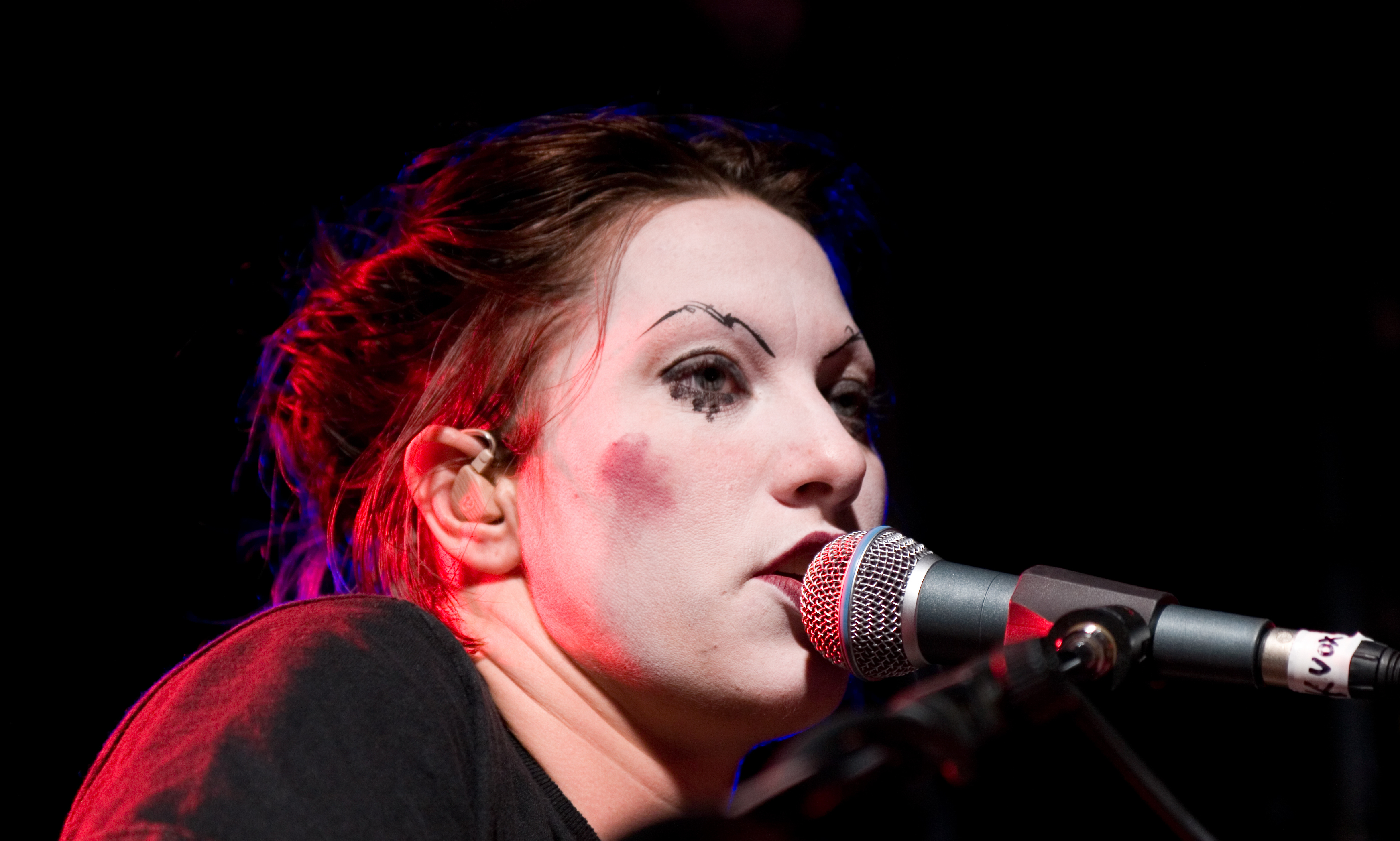
2006年9月，阿曼达·帕尔默在新西兰奥克兰的金斯阿姆酒馆表演。

在2000年的万圣节晚会上，帕尔默认识了鼓手布莱恩·维廖内。在此之后两人组成德累斯顿玩偶组合。为了积累表演经验和默契，帕尔默邀请莱克星顿高中的学生在她的现场演出中表演鼓乐。The Dirty Business Brigade，一批经验丰富的新艺术家参与了多场演出。在演出开始前和演出进行时，受邀穿着戏服的角色在观众人群中互动，有时退役军人团体也加入到这精心设置的舞台表演中。真人大小的木偶、投硬币的男孩、活雕像和其他特别喜欢秘密制作影片的人，以滑稽的马戏团式的表演欢迎歌迷来到音乐会，创造出一种观众同时切身体验各种艺术的氛围。
在拥有了一批狂热崇拜的粉丝后，2002年，乐队在制作人马丁·欧比斯（独立制作人，在纽约成名）的帮助下，发行了他们的首张同名专辑，《德累斯顿玩偶》。他们在加入Roadrunner Record唱片公司前录制了这张专辑。
2006年，由阿曼达·帕尔默编著的《德累斯顿玩偶伴侣》出版。讲述了《德累斯顿玩偶》专辑和这个组合的由来，和部分个人自传。其中还包含了歌词、单页乐谱和在专辑中每首歌的标注，以及一张DVD，里面是一个20十分钟的对阿曼达著书的采访。
2007年6月，作为德累斯顿玩偶的一员，她参加了True Colors Tour 2007，并初次在纽约无线电城音乐厅登台， and her first review in the New York Times.
2008年6月见证了德累斯顿玩偶的第二本书，《弗吉尼亚伴侣》。这本书是德累斯顿玩偶伴侣的续篇，书中讲述了肖恩·斯莱德和保罗·科尔德里创作“Yes，Virginia…”（2006）专辑和 “No，Virginia…”（2008）专辑的音乐和歌词。

#### 洋葱地窖和歌厅
基于君特·格拉斯的小故事“铁皮鼓”，帕尔默开始构思音乐舞台剧——洋葱地窖。从2006年12月9日，直到2007年1月13日，德累斯顿玩偶在马塞诸萨州剑桥的零箭头剧院与美国话剧团联袂演绎了这个杰出的作品。虽然帕尔默公开说她对整个表演的风格感到失望，但是歌迷和评论非常好。之后，帕尔默作为独唱歌手，在2010年秋天，回到了美国剧目剧团，担任歌舞表演节目的主持人。

#### 2010年巡演

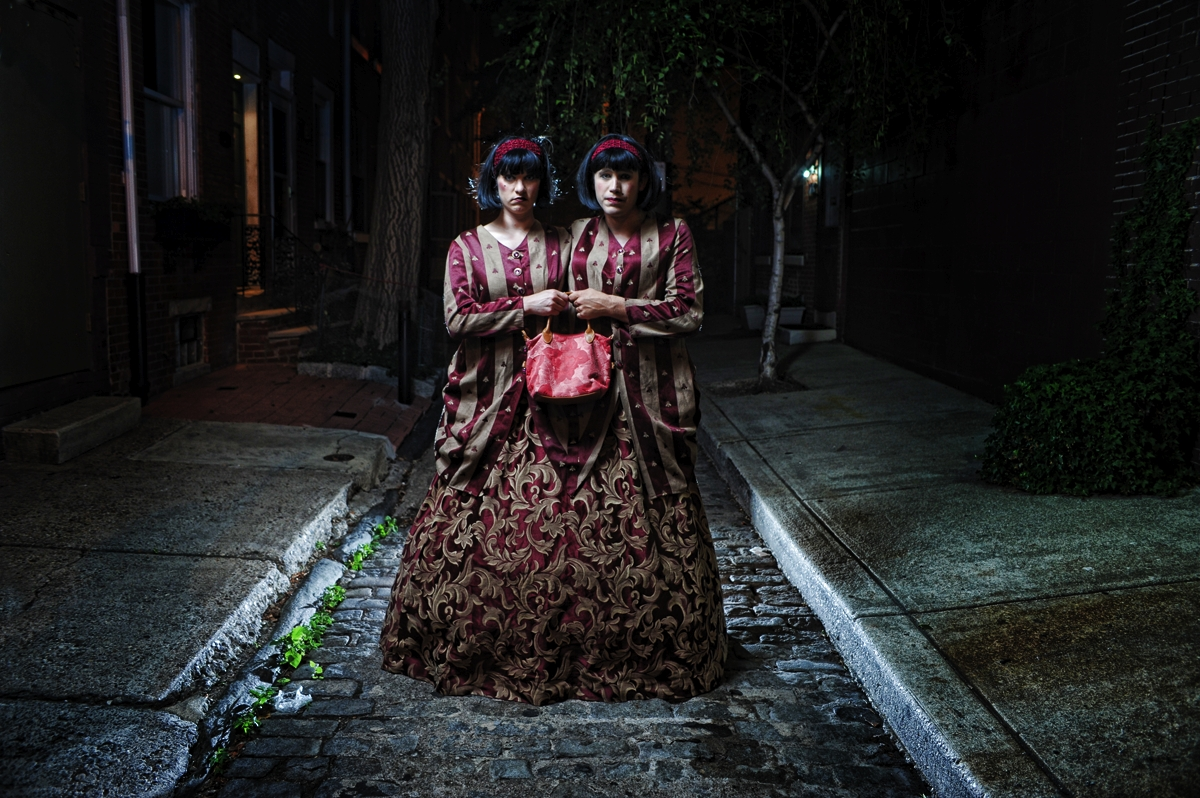
帕尔默和贾森·韦布利组建了伊芙琳·伊芙琳组合。

在2010年在美国所选场地的巡演，从纽约万圣节开始并在在洛杉矶除夕夜结束。

### 伊芙琳·伊芙琳
在2007年9月，帕尔默与贾森·韦布利合作通过杰森11唱片公司发行了伊芙琳·伊芙琳首张专辑“大象 大象”。Eleven Records （页面存档备份，存于）。她们的专辑，伊芙琳·伊芙琳在2010年3月30日发行，并在此后进行了全球巡演。

### 单飞
在2007年7月，帕尔默以奇特的形式，在波士顿、霍博肯和纽约举办了三场演出，全部爆满。她的伴奏乐队是曾经和南方污垢公开演出的位于波士顿的一支名叫阿伯丁市的另类摇滚乐队。2007年八月苏格兰爱丁堡艺穗节，阿曼达在Spiegeltent和其他几个场地表演，同时也在BBC二套的“爱丁堡秀”上表演。她与澳大利亚剧团——危险合奏合作；在2007年12月，再次在墨尔本的Spiegeltent和澳大利亚几个场地现身演出。 
在2008年6月，帕尔默以波士顿流行乐作了2场非常受欢迎的演出，开始单飞。

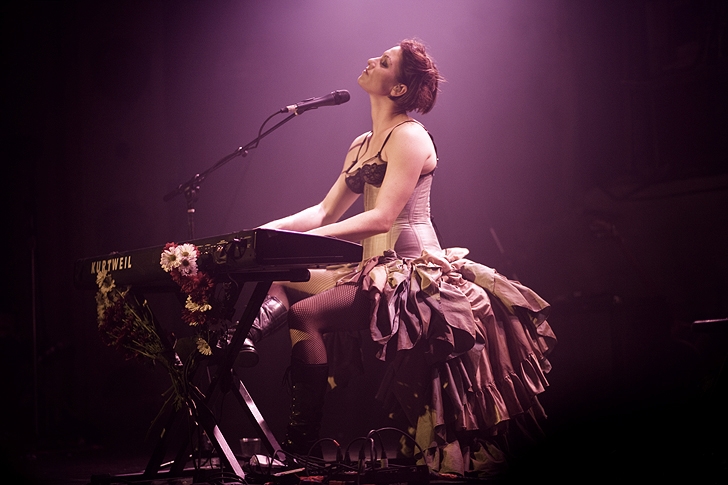
照片拍摄于她2008年的巡回演出“谁杀了阿曼达·帕尔默”

她的第一张个人专辑，由本·福特制作的谁杀了阿曼达·帕尔默于2008年9月16日发行。Ben Folds produced and also played on the album.这个标题使用了在“双峰镇”首次播出时，歌迷们喜爱的一种表达方式——“谁杀了劳拉·帕尔默”。在2009年7月发行的一本书上有一张帕尔默的照片，看似她被谋杀了。这本书是一本摄影照片集，标题为“谁杀了阿曼达·帕尔默”，它由凯尔·卡西迪拍摄，尼尔·盖曼编著，其中包含了她专辑中的歌词。
在2008年秋天，她和贾森·韦布利、佐伊·基廷以及危险合奏开始在欧洲的巡回演出，演奏歌曲大多数来自她的首张个人专辑。在多数表演中，她都是脚上带伤坚持表演。在爱尔兰时，当她正要上街时，一辆车碾过了她的脚。
在2009年4月，她在科切拉音乐艺术节上演奏。
在2009年，帕尔默回到了她的母校，在马赛诸塞州的莱克星顿高中，与她原来的导演兼导师史蒂芬·鲍嘉合作，为戏剧部春天的演出制作一部剧。这个名为“在她心中演唱的罗盘”的剧本创作灵感来源于中性牛奶饭店的专辑“飞越大海的飞机”和《安妮日记》。这部剧受到了莱克星顿社区内外的一致好评。全国公共广播电台《面面俱到》栏目的Avishay Artsy在演出前的那个晚上采访了剧中的所有演员。阿曼达在她的博客中说到：“就那么回事吧！”。
在演唱会期间，帕尔默使用乌克丽丽来作为恶作剧，但是很快乌克丽丽成为了她演奏的一部分。后来，她做了一张专辑：专辑中歌曲都是用乌克丽丽做伴奏的，阿曼达·帕尔默用她神奇的乌克丽丽演奏收音机头的流行歌曲。现在她有时在公共场所，开展面向所有年龄人的免费演出。 She sometimes performs during free ninja gigs in public locations, open to all ages.
在2012年4月20日，帕尔默在她的博客上宣布：她在Kickstarter网站上开始了她的新专辑的预订。Kickstarter项目由24,883名援助者支持现共募集资金$1,192,793，那是Kickstarter网上所筹集资金最多的一个音乐项目。专辑《剧场是魔鬼》是和超级海盗乐团共同录制的，由约翰·康格尔顿制作，并在2012年9月发行。
在2012年11月9日，阿曼达·帕尔默在烈焰红唇的网站上，发行了第一个音乐视频，这首歌是专辑《剧院是魔鬼》中的“Do it With a Rockstar”。这个视频是由烈焰红唇的主唱韦恩·科因指导并共同制作的。后来又公开了“The Killing Type”和“The Bed Song”的视频。

### 在互联网上与歌迷互动
帕尔默因使用互联网而出名，她通常使用新方法让新老歌迷建立沟通和联系。她对音乐不断研究的进展体现在她成功通过Kickstarter为她2012年的新专辑《剧场是魔鬼》集资。

## 争议

### 和Roadrunner唱片公司发生争执，歌迷离开
在她的歌曲“Leeds United”音乐视频发行后，她因她博客中的一个帖子发生剧烈的争论。她说Roadrunner唱片公司想要从视频中删掉那些我露出肚子的镜头，因为“……他们认为我看起来太胖了。”在她的歌迷看到这个之后，他们在网上发出他们肚子的图片附加着Roadrunner公司的这一事件，帕尔默歌曲中的歌词和对她一些安慰的话。然后他们把照片寄给了这个唱片公司，并创建了一个网站。歌迷们为这个活动创造了一个术语：重新露出肚子，并集成了一本书“肚子书”，其中包含了600张图片和来自歌迷的故事。这本书通过互联网卖给世界各地的歌迷。也对这个争议进行公开报道。
部分因为Leeds视频的争议，帕尔默开始希望解除和Roadrunner唱片公司的合约，并创作和演唱一首名为“请让我离开”的歌曲，通过这首歌曲请求唱片公司解除她的合同。
在帕尔默和Roadrunner公司的长期斗争和她不断的请求与之解约后，帕尔默宣布：Roadrunner唱片公司最终与她解约。她用一另首新歌来表达她的感激之情：“你是否发誓要说实话，全部实情只有真相才能帮你”，这首歌可以自由下载，来庆祝她重获自由。在澳大利亚音乐游戏节目Spicks and Specks上，她再次重申这件事情。

### “Oasis”争议
帕尔默的歌曲“Oasis”和她的后续视频引发了更大的争议。这首歌讲述了一个虚构的故事，故事中她是一位Oasis的歌迷并且有着流产经历的强奸受害者。尽管事件很悲惨，她在歌曲中反复唱到“但是我已经看到好的日子的到来，我不会介意”，然后在歌曲中，向听众们公布了她和Oasis通过歌迷邮箱交流的整个过程，首先，“我仅仅是把信件放到邮箱中”，然后“Oasis在邮箱中得到了这个信”，并且最后，就是这首歌的结尾“我已经得到了邮箱中信”。帕尔默在英国时，收到了来自她的唱片公司的电子邮件，说国内几乎所有的电视节目都拒绝播放这个视频，因为这首歌有种轻视强奸、宗教、和流产的感觉。帕尔默在她的博客中回应“如果我缓慢并用小调来演奏这首歌曲，或许会播放这个视频。试想一下。如果人们在悲伤和钢琴的伴奏下，可能再伴随着一些催人泪下的音符，听到相同的歌词，听众们是否会有争议？”

### “我亲了一个女孩”滑稽短剧
在2008年12月，帕尔默在洛杉矶亨利·方达剧院出演一个反加利福尼亚8号提案的滑稽短剧，剧中凯蒂·佩里看似一上场就开始唱她的备受争议的歌曲“我亲了一个女孩”，立刻被帕尔默和喜剧演员玛格丽特·曹打断、亲吻并戏弄。紧跟着反8号提案的提出，这个滑稽短剧以两个相互制约相互纠正的佩里被强制与帕尔默进行假婚礼为结尾。帕尔默在她的博客中提到，在同性恋社区中一些人对其在“我亲了一个女孩”中，他们的身份被利用而感到不满，并且说她其实是想把这首歌看做对8号提案的反抗。

### 广征音乐家
2012年8月21日，帕尔默在网站上宣布她正在寻找歌迷来和他的超级海盗乐团在2012年巡演中共同演奏。对于音乐家，将会用啤酒、商品和拥抱作为犒赏。她的网站到处都是生气的音乐家们的批评，说她没有用恰当的方式补偿他们。美国音乐家联邦协会会长雷蒙德·M·海尔·Jr.评论说“如果需要音乐家登台演出，应给对此有所补偿”，而史蒂夫·阿尔比尼简单的回应说帕尔默是个白痴。帕尔默为她自己的行为辩护说，尽管她有钱支付在巡回演出中同她同台演出的音乐家，她也拿不出35000美元去支付其它她想在当地演出时聘用的音乐家。在一个纽约时报的采访中，她说“如果你能看到这些人的热情，那些争吵将都会变得无效而没有意义…他们来这里演出是如此的快乐”在9月中旬，帕尔默改变了她的想法并宣布他将支付所有自愿在她的巡回演出中表演的音乐家。

### 给乔卡的诗
then a remarkable thing happened.

 the people who hated the poem started writing THEIR OWN POEMS, sometimes in sloppy haiku form, sometimes in limerick form, sometimes copying the stream-of-consciousness format of the poem i had posted...

 and then: someone told me it was national poetry month.

 and i thought: this is amazing. when was the last time a thousand people argued about a stupid poem?

 or shared so many poems about something bad that had happened?

 not any time recently, that i can remember."
在2013年4月21日，帕尔默在她的博客上公布了一首名为“给乔卡的诗”，并好像又送给了被控告参与波士顿马拉松爆炸案的乔卡·沙尼耶夫。这首诗引起了读者的强烈不满，说这首诗是在同情制造爆炸的嫌疑犯。在4月23日的帕尔默随后在博客中，回应说那首诗是花9分钟写的，那首诗大部分被她的歌迷和恶意诽谤者曲解了。

## 私生活
帕尔默和云俱乐部（Cloud Club）的其他艺术家一同居住在马萨诸塞州的波士顿。她被认定为双性恋，并在2007年接受afterellen.com采访时说：“我就是个双性恋，但那并不是我花很多时间考虑的问题。我和女孩子睡在一起，我也和男孩子睡在一起，这大概就是双性恋吧。其实我不反对用语言来简化我们的生活。”帕尔默也谈到过自己的开放的生活，在一次采访中说：“我对不喜欢‘一夫一妻制’的生活。我感觉我是为开放生活而生的人，因为我就是如此运作的。她解释说：“这并不同于反冲的决定，就像这样‘嘿，我在这条路上，你也在这条路上，我们一起找其他人加入吧’。不是的，事实上这是我们情感关系的重要基奠，因为我们都喜欢这样的生活。”在她的博客中，帕尔默声明她在17岁时堕过胎。在同篇博客中，她同时也说出她在20岁时被强暴过。

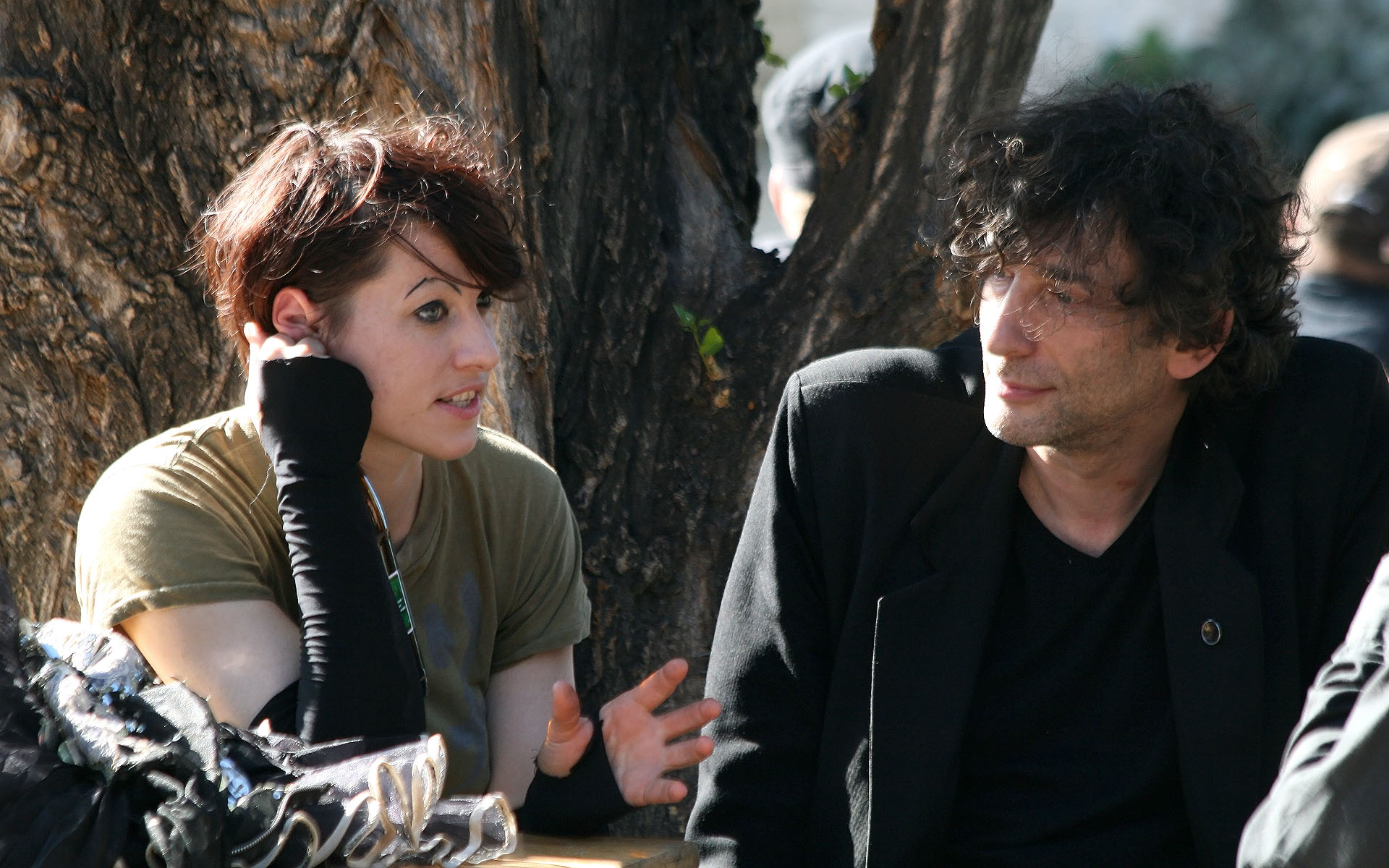
阿曼达·帕尔默和尼尔·盖曼(2011 维也纳)

在2010年元旦，帕尔默发推特说她可能对尼尔·盖曼（Neil Gaiman）说她可能要嫁给他，但也有可能是她喝醉了。到15号，尼尔·盖曼和帕尔默在各自的个人网站中证实了他们的订婚。到12月16日，帕尔默在新奥尔良为盖曼的生日主办了一场快闪婚礼（不合法的）。在2011年1月3日，这对夫妇通过推特想网友宣布他们已经在一场私人的婚礼中正式结婚了。而婚礼地点是在作家阿亚雷特·瓦尔德曼（Ayelet Waldman）和迈克尔·沙邦（Michael Chabon）的客厅。帕尔默喜欢冥思，并为佛教出版物“沙拉太阳”（Shambhala Sun）写过一篇名为“旋律与冥想”（Melody vs. Meditation）的文章。在那片文章中她描述了在歌词写作和冥思之间的平衡与挣扎。她也在她的博客中提到她是一位鱼素者。她有许多资深的音乐家朋友，因此常常和他们一同表演：在他们的表演为其伴奏，而他们在她的现场表演。这些人包括Jason Webley、Kim Boekbinder、Unwoman、The Jane Austen Argument、Reggie Watts、Tim Minchin、Mikelangelo、Meow Meow、Neil Gaiman、Paula Henderson及Zoë Keating。

## 荣誉和奖项
- 2012 – Twitter Feed @amandapalmer in the Boston Phoenix's Best 2012 [47]
- 2011 – Actress in a local production: Cabaret – Boston's Best, Improper Bostonian[48]
- 2010 – Artist of the Year – Boston Music Awards[49][50][51]
- 2010 – Cover of Fake Plastic Trees (Radiohead) named 13th of Paste Magazine's 20 Best Cover Songs of 2010[52]
- 2009 – No. 100 on After Ellen's Hot 100 of 2009.[53]
- 2008 – No. 6 on the Best Solo artist list in The Guardian's Readers' Poll of 2008.[54]
- 2007 – No. 6 on Spinner.com's Women Who Rock Right Now.[55]
- 2006 – the Boston Globe named her the most stylish woman in Boston.[56]
- 2006 – listed in Blender Magazine's hottest women of rock.[57]
- 2005 – Best Female Vocalist in the Boston Phoenix Best Music Poll.[58][59]